# Рыбинский, Василий Петрович
Василий Петрович Рыбинский (1826 — не ранее 1860) — русский художник, мастер акварельной живописи; представитель московской живописной школы.

## Биография
Василий Рыбинский родился в 1826 году и был дворовым человеком камер-юнкера Н. Шереметева из села Кубенцово, Балахнинского уезда Нижегородской губернии; он был отпущен своим помещиком на волю в 1846 году, — очевидно, из-за его выдающихся способностей к рисованию после чего, предположительно, поступил в Московскую рисовальную школу. 

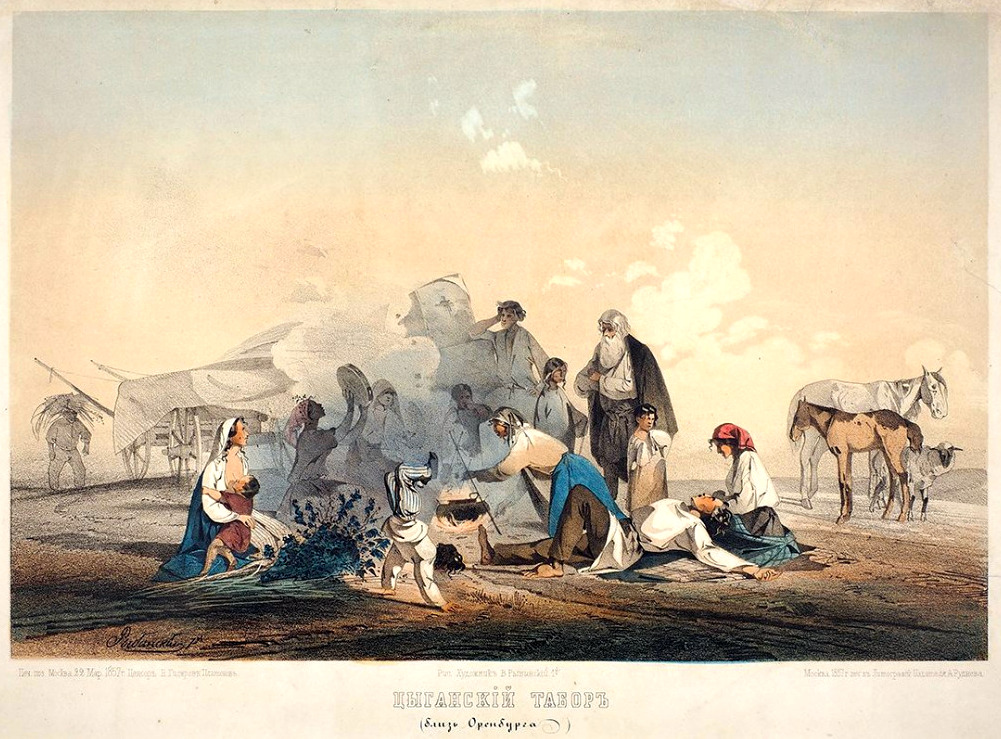
«Цыганский табор»
(художник Василий Рыбинский)

В 1851 году генерал-адъютант А. И. Философов, согласно желанию Великих Князей Николая и Михаила Николаевичей, представил в Академию Художеств 11 рисунков и акварелей В. П. Рыбинского, представлявших собою виды города Нижнего Новгорода, для получения Рыбинским звания художника. Эти рисунки и акварели были представлены 15 января 1851 года, а 1 февраля того же года Совет Академии художеств признал В. П. Рыбинского достойным этого звания. Рисунки были следующие: акварели — 1) вид внутреннего базара в переднем приходе ярмарочного двора, 2) вид на ярмарку с гребешка, 3) вид с плашкоута ярмарочного моста на Благовещенский монастырь и гребешок, 4) вид ярмарочного собора и китайских рядов от татарской мечети, 5) театральная площадь на ярмарке, 6) ярмарочный мост с видом на Нижегородский кремль, карандашом: 7) вид Благовещенского монастыря, 8) вид на Нижний с каланчи при доме полицмейстера, 9) вид на собор и дворец с Николаевской башни, 10) Печерский монастырь и Нижегородская набережная гл. фигурою живописца, и 11) церковь Михаила Архангела. 
Вслед за первым успехом последовали и следующие: в 1854 году работы В. П. Рыбинского, продолжавшего еще оставаться в Московской школе живописи и ваяния, выставленные им на академической Выставке года, были приобретены президентом Императорской Академии художеств Великой Княгиней Марией Николаевной Романовой.
В 1858 году Василий Петрович Рыбинский был отправлен в столицу Италии город Рим в качестве пансионера Петербургской Академии художеств. Совершенствуя в Риме своё мастерство, Рыбинский не забывал Москвы и в 1858 году прислал туда несколько пейзажей из окрестностей Вечного города. Эти полотна живописца были выставлены для публики в единственной (в то время) в Москве картинной галерее купца Родионова. Художественная критика того времени отметила, что «эти пейзажи холодны по тону». Такой отзыв не смутил художника, и он выставил на Выставке Московской школы живописи и ваяния, проходившей 20 апреля 1860 года, ещё несколько видов Рима, которые были признаны уже не только холодными по тону, но и откровенно неудачными, после чего сведения о художнике, поначалу подававшем большие надежды, теряются. 
Живописец Николай Петрович Рыбинский предположительно был его старшим братом.